# A Happó család
A A Happó család (eredeti cím: The Happos Family) angol-olasz 3D-s számítógép-animációs sorozat, amelyet a Ferrero, a Spider Eye Studios és a Cyber Group Studios gyárt a Turner EMEA számára. Ez a Boomerang első saját gyártású sorozata.
Magyarországon a sorozatot szintén a Boomerang vetíti, reklámszünetekben.

## Cselekmény
A sorozat egy Happo nevű vízilócsaládról szól. Ez a család egy Afrikában lévő szafariparkban él. Napközben csak lustálkodnak és dagonyáznak, miután azonban elérkezik a záróra és mindegyik látogató távozik a parkból, a Happo család elkezdi az igazi szórakozást. A család tagjai között van Astro Happo, aki mindenáron a Holdra akar utazni, Stunt Happo, aki felhívja magára a figyelmet a balesetveszélyes mutatványaival, valamint Party Happo, aki odavan a bulizásért.

## Szereplők
| #   | Szereplő neve |
| --- | ------------- |
| 1.  | Star          |
| 2.  | Bash          |
| 3.  | Super         |
| 4.  | Doc           |
| 5.  | Captain       |
| 6.  | Party         |
| 7.  | Luna          |
| 8.  | Fixit         |
| 9.  | Striker       |
| 10. | Bella         |

## Epizódok
| #   | Angol cím                                    | Magyar cím                                  |
| --- | -------------------------------------------- | ------------------------------------------- |
| 1.  | Handy Happo: A Waters Tale                   | Handy Happo: Vízimese                       |
| 2.  | Stunt Happo: Parachute Perils                | Stunt Happo: Az ejtőernyőzés veszélyei      |
| 3.  | Super Happo: Playing Safe                    | Super Happo: Széfjáték                      |
| 4.  | Flower Happo: Good Vibrations                | Flower Happo: Édes ének                     |
| 5.  | Flower Happo: Sleepless In Sierra            | Flower Happo: Leckék álmatlanságból         |
| 6.  | Pirate Happo: Plays I Spy                    | Pirate Happo: Kukucs!                       |
| 7.  | Party Happo: Strictly Come Dancing Diva's    | Party Happo: Én táncolnék veled             |
| 8.  | Handy Happo & The Flying Hammock             | Handy Happo: A táncoló nyugágy              |
| 9.  | Ballerina Happo: Fight for the stage         | Ballerina Happo: Küzdelem a színpadért      |
| 10. | Astro Happo: The starry sky                  | Astro Happo: A csillagos ég                 |
| 11. | Astro Happo & The Rocket To The Moon         | Astro Happo: Rakéta a Holdra                |
| 12. | Bollywood Happo: Encounter of the Alien Kind | Bollywood Happo: Idegen típusú találkozások |
| 13. | Pirate Happo: Treasure Island                | Pirate Happo: Kincses sziget                |
| 14. | Stunt Happo: Loose Cannon                    | Stunt Happo: Az ágyú                        |
| 15. | Bollywood Happo & The Golden Crown           | Bollywood Happo: Az aranykorona             |
| 16. | Party Happo: Bringing Up Baby                | Party Happo: Bababajok                      |
| 17. | Sporty Happo: Ducking and Diving             | Sporty Happo: Az ugrás                      |
| 18. | Ballerina Happo & The Dancing Robot          | Ballerina Happo: A táncoló robot            |
| 19. | Sporty Happo: Touchdown Tactics              | Sporty Happo: Touchdown-taktikák            |
| 20. | Super Happo V Stunt Happo                    | Super Happo és Stunt Happo: A riválisok     |

## Érdekesség
- A sorozat címszereplője, a Happo család neve az angol Hippopotamidae (víziló) szóból lett kialakítva, ez referencia a főszereplő állatok fajára.
- Magyarországon a sorozat 2016 októberében debütált a Boomerang-on, de csak a következő év májusában kapott magyar szinkront.